# التستریمیگ
التستریمیگ (به آلمانی: Altstrimmig) یک شهر در آلمان است که در راینلاند-فالتس واقع شده‌است.

## خصوصیات
التستریمیگ ۸٫۹ کیلومترمربع مساحت دارد ۳۴۵ متر بالاتر از سطح دریا واقع شده‌است.